# クリスティン・ラーザー
クリスティン・ラーザー （Christine Laser、1951年3月19日 - ）は、東ドイツの陸上競技選手。
五種競技の選手として1976年モントリオールオリンピックに出場し銀メダルを獲得。金メダルを獲得したジーグルン・ジーグル、銅メダルを獲得したブルクリンデ・ポラックとともに東ドイツでメダルを独占した。

## 主な実績
| 年   | 大会         | 場所                   | 種目     | 結果 | 記録 |
| ---- | ------------ | ---------------------- | -------- | ---- | ---- |
| 1972 | オリンピック | ミュンヘン(西ドイツ)   | 五種競技 | 4位  | 4671 |
| 1976 | オリンピック | モントリオール(カナダ) | 五種競技 | 2位  | 4745 |
| 1980 | オリンピック | モスクワ(ソビエト連邦) | 五種競技 | -    | DNF  |